# 切創
切創（せっそう、cut, incised wound）は、ガラスや刃物など鋭い器物による体表の創傷で、切り傷のことを指す医学用語。
切創は傷口が鋭く切断されており、周囲組織に挫滅がないことが特徴である。